# Montigena novae-zelandiae
Genre
Espèce
Synonymes
- Swainsona novae-zelandiae Hook. f. (préféré par GRIN)[2]

Montigena novae-zelandiae est une espèce de plantes à fleurs dicotylédones de la famille des Fabaceae, de la sous-famille des Faboideae, originaire de Nouvelle-Zélande. C'est l'unique espèce acceptée du genre Montigena (genre monotypique). 